# Spanker
Spanker (* 1678; Todesjahr unbekannt), auch Old Spanker, wegen seines hohen Anteils an orientalischem Blut auch Pelham Arabian oder in Anspielung auf seine braune Fellfarbe Pelham’s Bay Arabian genannt, war ein Rennpferd und Deckhengst, der Einfluss auf die Entwicklung des Englischen Vollbluts hatte. Es wird ihm nachgesagt, dass er während der Herrschaft von Charles II. von England das herausragendste Rennpferd in Newmarket war. Das unweit von London liegende Newmarket war zu seiner Zeit bereits der wichtigste englische Austragungsort von Pferderennen.

## Abstammung
Spanker wurde mehr als 100 Jahre vor Schaffung des General Stud Books gezüchtet, so dass nicht vollkommen geklärt ist, wer der Züchter dieses Pferdes war. Nach dem 1840 erschienenen History of the British Turf von James Christie Whyte wurde er von Charles Pelham in Brocklesby, Lincolnshire gezüchtet. Andere Quellen gehen dagegen davon aus, dass Züchter George Villiers, 2. Duke of Buckingham war und Charles Pelham den Hengst erst später erwarb.
Der Hengst ist ein Sohn von D’Arcy’s Yellow Turk, einem der etwa 200 Hengste, die in der zweiten Hälfte des 17. Jahrhunderts aus Nordafrika und dem Nahen Osten für Zuchtzwecke nach England importiert wurden. Die meisten der importierten Hengste standen auf Landsitzen und Gestüten in dem für seine Pferdezucht bekannten North Yorkshire. D’Arcy Yellow Turk wurde etwa um das Jahr 1675 aus Damaskus, Syrien nach England gebracht. Spanker gilt als der einflussreichste Nachkommen dieses Hengstes. Mutterstute von Spanker war Od Maroccon Mare deren Name ebenfalls darauf anspielt, dass es sich bei ihr um eine Zuchtstute mit hohem Anteil an Araber- oder Berbervorfahren handelt.

## Nachkommen

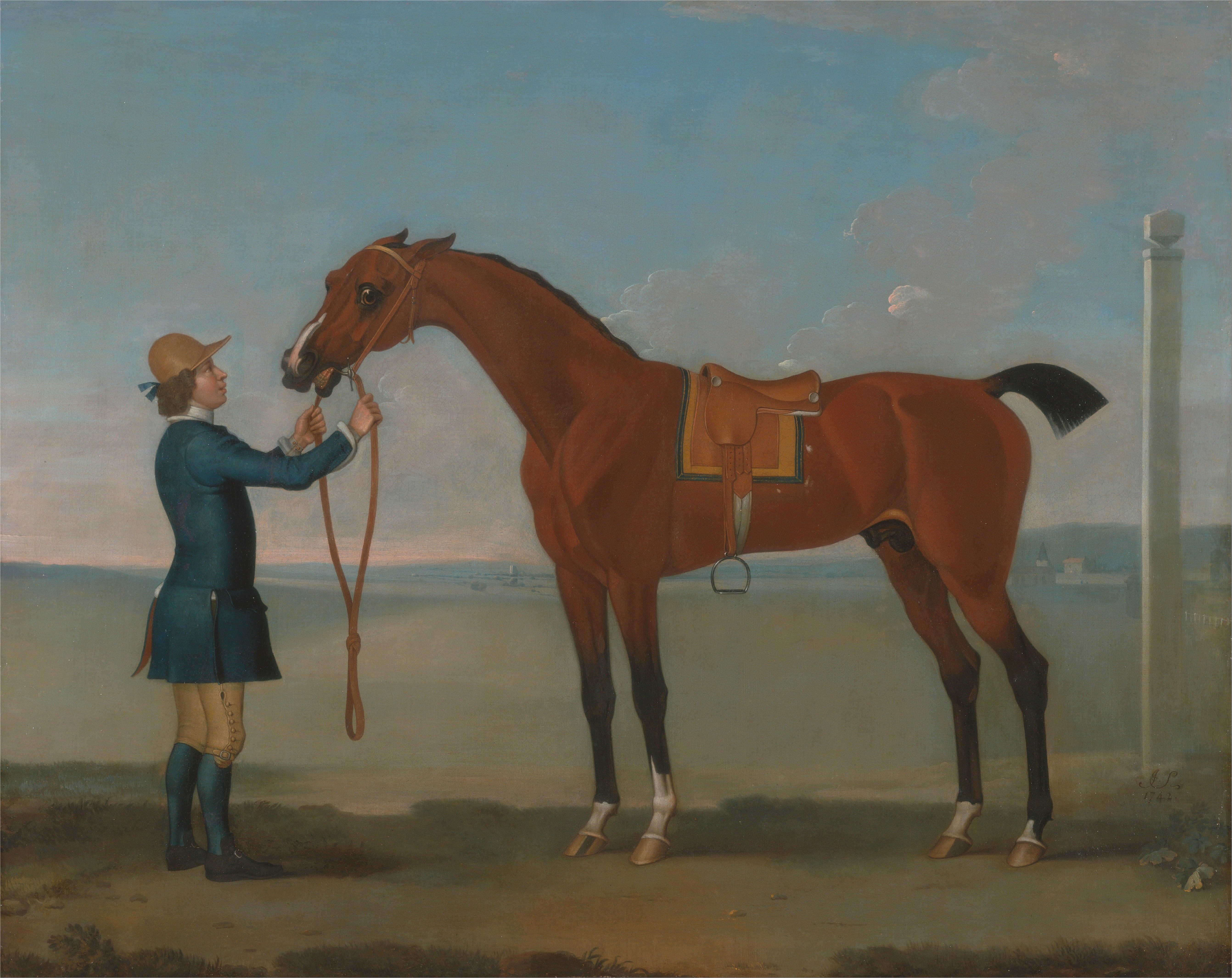
Flying Childers, einer der Nachkommen von Spanker

Spanker wurde ab 1689 als Deckhengst eingesetzt. Sein erfolgreichster Sohn ist Careless, der auf der Rennbahn ähnlich erfolgreich war wie sein Vater. Careless wiederum ist Vater der Stute Betty Leedes. Diese wurde zu Beginn des 18. Jahrhunderts zwei Mal mit Darley Arabian angepaart, einem Hengst, der 1704 durch Thomas Darley aus Syrien nach Aldby Park, Buttercrambe importiert wurde und dort von der Darley-Familie als Deckhengst eingesetzt wurde. Aus diesen Anpaarungen gingen die Hengste Flying Childers und Bleeding Childers hervor. Flying Childers war ein erfolgreiches Rennpferd und ist Vater unter anderem von Snip. Noch größeren Einfluss auf die Rasse des Englischen Vollbluts hatte jedoch sein Vollbruder Bleeding Childers, zu dessen Nachkommen das Ausnahmepferd Eclipse gehört.

## Pedigree
| Vater D’Arcy’s Yellow Turk | (unbekannt)          | (unbekannt)    | (unbekannt) |
| Vater D’Arcy’s Yellow Turk | (unbekannt)          | (unbekannt)    | (unbekannt) |
| Vater D’Arcy’s Yellow Turk | (unbekannt)          | (unbekannt)    | (unbekannt) |
| Vater D’Arcy’s Yellow Turk | (unbekannt)          | (unbekannt)    | (unbekannt) |
| Vater D’Arcy’s Yellow Turk | (unbekannt)          | (unbekannt)    | (unbekannt) |
| Vater D’Arcy’s Yellow Turk | (unbekannt)          | (unbekannt)    | (unbekannt) |
| Vater D’Arcy’s Yellow Turk | (unbekannt)          | (unbekannt)    | (unbekannt) |
| Vater D’Arcy’s Yellow Turk | (unbekannt)          | (unbekannt)    | (unbekannt) |
| Mutter Old Morocco Barb    | Fairfax Morocco Barb | (unbekannt)    | (unbekannt) |
| Mutter Old Morocco Barb    | Fairfax Morocco Barb | (unbekannt)    | (unbekannt) |
| Mutter Old Morocco Barb    | Fairfax Morocco Barb | (unbekannt)    | (unbekannt) |
| Mutter Old Morocco Barb    | Fairfax Morocco Barb | (unbekannt)    | (unbekannt) |
| Mutter Old Morocco Barb    | Old Bald Peg         | Vollblutaraber | (unbekannt) |
| Mutter Old Morocco Barb    | Old Bald Peg         | Vollblutaraber | (unbekannt) |
| Mutter Old Morocco Barb    | Old Bald Peg         | Berberstute    | (unbekannt) |
| Mutter Old Morocco Barb    | Old Bald Peg         | Berberstute    | (unbekannt) |

## Einzelbelege
1. ↑  Gründungsväter des Englischen Vollbluts, abgerufen am 21. September 2017
2. ↑  Whyte, S. 423
3. ↑  Gründungsväter des Englischen Vollbluts, abgerufen am 21. September 2017
4. ↑  McGrath: Mr. Darley’s Arabian. Kapitel The cross strains now in being are without end, E-Book Position 583.
5. ↑  Website zu den Gründungsvätern des Englischen Vollbluts, hier D’Arcy’s Yellow Turk, abgerufen am 21. September 2017
6. ↑  Archivierte Kopie (Memento des Originals vom 11. März 2007 im Internet Archive)  Info: Der Archivlink wurde automatisch eingesetzt und noch nicht geprüft. Bitte prüfe Original- und Archivlink gemäß Anleitung und entferne dann diesen Hinweis.
7. ↑   95% of thoroughbreds linked to one superstud In: New Scientist, 21. September 2005